# Far Cry 4
Far Cry 4 ist ein Open-World-Ego-Shooter und der vierte Teil der Far-Cry-Videospielreihe, die vom deutschen Spieleentwickler Crytek begründet wurde. Das Spiel erschien am 18. November 2014 für Windows, PlayStation 3, PlayStation 4, Xbox 360 und Xbox One. Entwickelt wurde es von verschiedenen Studios des französischen Konzerns Ubisoft unter der Federführung von Ubisoft Montreal.
Far Cry 4 spielt im fiktiven asiatischen Staat Kyrat. Der Spieler übernimmt die Rolle von Ajay Ghale, der aus den USA in seine Heimat Kyrat zurückkehrt, um die Asche seiner Mutter zu verstreuen. Dort angekommen, wird er in einen Bürgerkrieg verwickelt, in welchem die Rebellengruppe Goldener Pfad gegen die Unterdrückung durch König Pagan Min und dessen Armee kämpft.
Das Spielprinzip übernahmen die Entwickler vom Vorgänger. Im Mittelpunkt stehen das Kämpfen und das Erforschen der Spielwelt. Das Spiel enthält einige Elemente, die dem Rollenspiel-Genre entstammen, darunter das Ausbilden der eigenen Spielfigur. Den Hauptteil des Spiels nimmt die Einzelspieler-Kampagne ein, in der der Spieler den König stürzt. Daneben bietet das Spiel einen Mehrspieler-Modus, in dem Spieler entweder gemeinsam Kyrat erkunden oder gegeneinander in verschiedenen Wettkampftypen kämpfen.
Far Cry 4 wurde von der Fachpresse positiv aufgenommen. Kritiker lobten die große Handlungsfreiheit des Spielers, die Fülle an Spielinhalten, die Qualität der Grafik und die Figuren, insbesondere den Gegenspieler Pagan Min. Einige Tester kritisierten allerdings mangelnde Innovationen der Entwickler. Käufer beklagten zusätzlich, dass die Veröffentlichungsversion des Spiels viele Programmfehler aufwies. Dennoch entwickelte sich Far Cry 4 bis Ende 2014 mit über sieben Millionen verkauften Kopien zum bis dahin meistverkauften Far-Cry-Titel.

## Handlung

### Hintergrund
Nach seiner Unabhängigkeit vom britischen Weltreich wurde der im Himalaya gelegene Staat Kyrat von einer Königsfamilie regiert. Nachdem das Land wegen wirtschaftlicher Probleme zunehmend instabil wurde, formierte sich eine Gruppe von Nationalisten, um Kyrats König zu stürzen. Im anschließenden Bürgerkrieg zwischen den Nationalisten und den Anhängern der Monarchie gelang es ersteren, den Königspalast zu erobern und die Königsfamilie zu ermorden. Die Palastwache Mohan Ghale überlebte diesen Angriff und vereinte daraufhin Anhänger des Königs gegen die Nationalisten. Unterstützt wurde er dabei von Pagan Min, einem Kriminellen aus Hongkong, der auf der Flucht vor Kopfgeldjägern nach Kyrat floh. Mithilfe seiner Söldnerarmee griff er auf Seiten der Rebellen in den Krieg ein. Infolgedessen gelang es, die Nationalisten zurückzudrängen und einen Angehörigen der Königsfamilie, den Pagan ins Land brachte, zum neuen König zu krönen. Daraufhin verriet Pagan die Königstreuen, ließ den neuen König erschießen und ernannte sich selbst zum neuen Herrscher von Kyrat. Ghale organisierte kurz darauf die Rebellengruppe Goldener Pfad, um Pagan zu stürzen. Sie waren Pagans Armee allerdings unterlegen und wurden weitgehend aufgerieben. Im Verlauf des Konflikts wurde Ghale in seinem eigenen Haus ermordet, was den Goldenen Pfad demoralisierte. Im Anschluss floh seine Frau mit ihrem Sohn Ajay in die USA.

### Spielhandlung
Nach dem Tod seiner Mutter reist Ajay Ghale in seine Heimat Kyrat zurück, um gemäß deren letztem Wunsch ihre Asche an einem Ort namens Lakshmana zu verstreuen. Nachdem Ajay in Kyrat angekommen ist, reist er durch die Landschaft, um Lakshmana ausfindig zu machen. Seine Suche wird allerdings durch die königliche Armee unterbrochen, die ihn verhaftet und in die Villa eines Offiziers Pagans bringt. Dieser behauptet, eine Beziehung mit Ajays Mutter geführt zu haben und fordert Ajay deswegen auf, als Gast zu bleiben. Als Pagan sich für einen Moment von Ajay abwendet, versucht dieser aber, aus der Villa zu entkommen. Mithilfe des Anführers des Goldenen Pfads, Sabal, gelingt ihm dies. Daraufhin fliehen beide zum Hauptquartier des Goldenen Pfads, wo sich Ajay den Rebellen anschließt. Gemeinsam begeben sie sich im Anschluss in die Stadt Banapur, die den Rebellen als Stützpunkt dient.
Daraufhin bemüht sich der Goldene Pfad um die Destabilisierung von Pagans Herrschaft. Dazu führen die Rebellen Angriffe auf die Territorien aus, die von Pagans Offizieren kontrolliert werden. Diese Angriffe führen zum Sieg des Goldenen Pfads und zur Entmachtung der Militärführer. Begleitet wird der Erfolg der Rebellengruppe von wachsender Uneinigkeit innerhalb ihrer Führungsspitze bezüglich der Zukunft des Landes. Der konservative Sabal will das Kyrat der Vergangenheit wiederherstellen und einen streng religiösen Staat schaffen. Amita will Kyrat dagegen reformieren und das Land in die Moderne führen. In einigen Missionen muss der Spieler wählen, ob er den Vorgaben von Amita oder Sabal folgt. Die Entscheidung des Spielers beeinflusst, welcher der beiden den größeren Rückhalt im Goldenen Pfad erhält.
Nachdem Pagans Offiziere besiegt wurden, sind die Spannungen innerhalb des Goldenen Pfads derart gewachsen, dass Ajay entscheiden muss, wer die Gruppe fortan anführen soll, indem er entweder Amita oder Sabal tötet oder zur Flucht aus Kyrat zwingt. Der Überlebende wird daraufhin alleiniger Anführer des Goldenen Pfads und beschließt mit Ajay, Pagan auszuschalten. An dessen Palast angekommen, versucht Ajay, Pagan festzusetzen, während die übrigen Rebellen die königliche Armee bekämpfen. Ajay findet den König beim Versuch, aus der Anlage zu fliehen. Hier besitzt der Spieler die Wahl, ob er Pagan tötet oder ihn entkommen lässt. Tötet er ihn, endet das Spiel unmittelbar. Verschont er ihn, führt Pagan Ajay zu Lakshmana. Anders als Ajay bis zu diesem Moment angenommen hat, handelt es sich bei Lakshmana nicht um einen Ortsnamen, sondern um Ajays verstorbene Halbschwester. Pagan erklärt, sie entstamme einer Beziehung zwischen ihm und Ajays Mutter. Ajays Vater tötete Lakshmana, als er von der Affäre erfuhr und wurde dafür wiederum von seiner Frau getötet. Ajay setzt daraufhin seine Mutter neben Lakshmana bei und das Spiel endet. Im Anschluss besteigt Pagan einen Helikopter und flieht aus Kyrat. Diesen Helikopter kann Ajay im Flug abschießen und Pagan dadurch töten.
Es besteht ein alternativer Handlungsstrang, mit dem sich das Spiel in etwa 15 Minuten abschließen lässt. Flieht Ajay am Anfang der Handlung nicht aus der Villa, sondern bleibt dessen Gast, wendet sich Pagan ihm nach einiger Zeit wieder zu. Er fliegt Ajay zu Lakshmanas Grab, wo dieser die Urne seiner Mutter platziert.
Nach dem Ende von Pagans Herrschaft übernimmt der Goldene Pfad die Kontrolle über Kyrat. Führt Amita die Rebellion an, rekrutiert sie zwangsweise Kinder als Soldaten für den Goldenen Pfad, um die Überreste der königlichen Armee zu bekämpfen. Außerdem lässt sie Bhadra beseitigen, die von vielen Einwohnern Kyrats als Tarun Matara, der Inkarnation einer Göttin, verehrt wird, um ihre Machtstellung abzusichern. Führt Sabal den Goldenen Pfad an, ernennt er Bhadra zur Tarun Matara und lässt Amitas Anhänger exekutieren.

## Spielprinzip

### Allgemein
Im Mittelpunkt von Far Cry 4 steht wie beim Vorgänger die Einzelspieler-Kampagne. In dieser ist es das Hauptziel des Spielers, die Rebellengruppe Goldener Pfad bei ihrem Kampf gegen König Pagan Min zu unterstützen. Dies geschieht auf zwei Wegen. Im Rahmen von Missionen führt der Spieler kriegsentscheidende Operationen aus, etwa die Eliminierung von Schlüsselfiguren, um den König zu schwächen. Außerhalb dieser Missionen kann er jederzeit in der frei erkundbaren Spielwelt Truppen und Stützpunkte der Regierung angreifen, wodurch er die Macht des Diktators ebenfalls zurückdrängt.

### Spielwelt
Far Cry 4 bietet wie bereits sein Vorgänger Far Cry 3 eine weitgehend offene Spielwelt, in der sich der Spieler frei bewegen kann. Diese Spielumgebung, die den Namen Kyrat trägt, stellt eine fiktive Region im Himalayagebirge dar. Sie besteht überwiegend aus bergigen und waldreichen Gebieten und ist in zwei Teile eingeteilt, von denen anfänglich nur der südliche begehbar ist. Die nördliche Region wird im Laufe der Kampagne freigeschaltet.
Zu Beginn des Spiels befindet sich der Großteil der Spielwelt unter der Kontrolle von Pagan Min und seiner Armee. Die militärische Kontrolle über Kyrat sichert er durch vier Festungen und einige Kommandoposten, die als Stützpunkte seiner Armee dienen. Durch Eroberung dieser Stützpunkte und durch Fortschritt in der Kampagne gelangt Kyrat zunehmend unter die Kontrolle des Goldenen Pfads.
An Kommandoposten, die der Spieler eingenommen hat, kann er sich mit Waffen und Munition versorgen. Die dazu erforderlichen Geldmittel erwirbt er als Belohnungen für Missionen, durch Fund und durch den Verkauf von Beutegut. Zwischen Kommandoposten, die unter der Kontrolle des Goldenen Pfads stehen, kann er außerdem mittels der Schnellreisefunktion durch das Spielgebiet reisen. In der Region verteilt befinden sich Fahrzeuge, etwa PKW, Pick-ups, Quads oder Tragschrauber, die der Spieler jederzeit in Besitz nehmen kann.
Abseits der Kampagnenmissionen bietet die Spielwelt diverse Aufträge und Nebenhandlungsstränge, die dem Spieler im Wesentlichen zusätzliche Einnahmen einbringen. Im Rahmen der Kyrat Fashion Week sammelt Ajay die Felle seltener Tiere für einen Modeschöpfer. Neben der Bezahlung erhält der Spieler bei diesen Missionen Teile der Tierfelle, die er zur Herstellung besonders hochwertiger Ausrüstungsgegenstände nutzen kann. Weitere Aufträge umfassen das Besorgen von Nachschublieferungen, das Eskortieren von Konvois, das Befreien von Geiseln und das Entschärfen von Bomben. Far Cry 4 enthält außerdem ein Minispiel in Form der Arena von Shanath, in der der Spieler ähnlich einem römischen Gladiatorenkampf in verschiedenen Spielmodi gegen Gruppen von Gegnern und wilden Tieren antritt.
Teile der Spielhandlung ereignen sich nicht in Kyrat, sondern in der Sagenwelt Shangri-La. Der Spieler gelangt dorthin, indem er in Kyrat Hinweise auf Shangri-La, sogenannte Thangkas, entdeckt. Dort übernimmt er die Rolle von Kalinag, einem Krieger, der Shangri-La vor den angreifenden Rakshasa, Dämonen aus der indischen Mythologie, beschützen muss. Dazu absolviert er fünf linear aufgebaute Level und besiegt schließlich den Anführer der Invasoren. Die Spielmechaniken sind im Wesentlichen die gleichen wie in Kyrat. Allerdings steht dem Spieler zusätzlich ein Tiger zur Verfügung, dem er Angriffsbefehle erteilen kann.

### Kampf

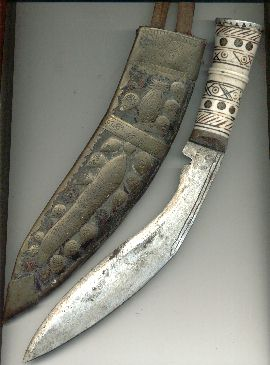
Ein Khukuri

Kämpfe beginnen, wenn der Spieler in Kontakt mit Truppen der königlichen Armee oder wilden Tieren gelangt. Nähert er sich einem Feind, wird eine Anzeige eingeblendet, die angibt, ob der Gegner im Begriff ist, den Spieler zu entdecken.
Für Kampfsituationen stehen dem Spieler zahlreiche Waffentypen zur Auswahl, von denen er je nach Kapazität seiner Ausrüstung bis zu vier mitführen kann. Zu den verfügbaren Waffen zählen überwiegend Pistolen, Sturmgewehre und Scharfschützengewehre. Daneben stehen dem Spieler Raketenwerfer, ein Flammenwerfer sowie Bögen zur Verfügung. Zusätzlich kann der Spieler Wurfwaffen, etwa Granaten, Wurfmesser und Molotowcocktails, mitführen. Darüber hinaus trägt er dauerhaft ein Khukuri genanntes gekrümmtes Messer mit sich.
Far Cry 4 bietet dem Spieler eine Vielzahl an Wegen, Kampfsituationen zu meistern. Neben der Möglichkeit, durch überlegene Feuerkraft zu obsiegen, stehen dem Spieler auch unauffälligere Vorgehensweisen offen. Mittels einer Kamera oder der Beobachtung durch ein Visier kann der Spieler Gegner markieren, wodurch diese fortan mithilfe von Symbolen auf dem Bildschirm angezeigt werden. Hat der Gegner den Spieler noch nicht entdeckt, kann er, sofern der sich dem Gegner ausreichend genähert hat, einen Takedown, eine besondere Angriffsbewegung, ausführen, durch die der Gegner mithilfe des Khukuris unauffällig getötet wird. Dies honoriert das Spiel mit zusätzlichen Erfahrungspunkten. Im Übrigen kann die Spielfigur sich anschleichen, sprinten, springen, an geeigneten Stellen auf Gebäude klettern oder mittels Enterhaken an Felswänden klettern.
Einige Waffen stehen dem Spieler von Anfang an zur Verfügung, andere werden durch Fortschritt in der Kampagne oder durch bestimmte Leistungen in der Spielwelt freigeschaltet.

### Spielfigur
Wie sein Vorgänger enthält Far Cry 4 ein dem Rollenspiel-Genre nachempfundenes Charakter-System, in dem der Spieler seine Figur durch das Erlernen neuer Fähigkeiten weiterentwickeln kann. Neue Fähigkeiten schaltet er frei, indem er Erfahrungspunkte durch das Erfüllen von Aufträgen oder durch das Bezwingen von Gegnern sammelt. Das Erlernen von Fertigkeiten verleiht dem Spieler Vorteile im Kampf oder im Umgang mit seiner Ausrüstung. Die Fähigkeiten sind in zwei Gruppen unterteilt, die als Tiger und als Elefant bezeichnet werden. Erstgenannte Gruppe umfasst Verbesserungen der offensiven, letztgenannte Verbesserungen der defensiven Fertigkeiten der Spielfigur.
Außerdem verfügt der Spieler über ein permanentes Inventar in Form eines Beuterucksacks, in dem er gesammelte Pflanzen oder Tierfelle aufbewahrt. Pflanzen können an den meisten Orten geerntet werden und dienen zur Herstellung von Spritzen. Mit Spritzen kann sich der Spieler von Verletzungen heilen oder bestimmte Fähigkeiten kurzzeitig steigern. Tierfelle, die durch Jagd in freier Wildbahn gewonnen werden, dienen zur Herstellung von Ausrüstungsgegenständen, etwa größeren Waffengurten.

### Benutzeroberfläche
Die Benutzeroberfläche zeigt standardmäßig eine Minikarte, eine Anzeige mit der aktuellen Anzahl der Lebenspunkte, die Anzahl der mitgeführten heilenden Spritzen und einen Höhenmesser. Auf der Minikarte werden neben Orten, Missionen und Fahrzeugen markierte Gegner mit ihrer Blickrichtung angezeigt, sofern sie sich in der Nähe des Spielers befinden. Wählt der Spieler eine Waffe aus, wird zusätzlich der mitgeführte Munitionsvorrat für diese Waffe angezeigt. Die Kamera zeigt das Geschehen wie im Vorgänger durchgängig aus der Ego-Perspektive. Dadurch erlebt der Spieler das Geschehen aus den Augen der Hauptfigur.

### Mehrspieler-Modus
Far Cry 4 bietet einen Mehrspieler-Modus, der im Vergleich zu dem des Vorgängers deutlich an Umfang gewonnen hat. Eine Neuerung ist die Möglichkeit, die Spielwelt gemeinsam mit einem anderen Spieler zu erkunden. Zwar stehen hierbei keine Kampagnenmissionen zur Auswahl, jedoch können beide Spieler Jagd auf Tiere machen und Außenposten der königlichen Armee übernehmen.
Daneben können im Modus Battles of Kyrat bis zu fünf Spieler in drei verschiedenen Spielmodi in jeweils 20-minütigen Runden in Teams eingeteilt gegeneinander antreten. Im Modus Outposts versuchen die Spieler, bestimmte Punkte zu erobern und zu halten. Im Modus Propaganda versucht ein Team, ausgewählte Objekte zu zerstören, was das gegnerische Team verhindern muss. Im Modus Demon Mask suchen die Teams nach Masken, die in der Spielumgebung versteckt sind. Dieser Modus spielt nicht auf derselben Karte, auf der sich die Kampagne abspielt, sondern auf eigens für Mehrspieler-Gefechte entwickelten. Mithilfe eines im Spiel enthaltenen Editors können die Spieler für diesen Modus auch eigene Karten gestalten.

## Entwicklungsgeschichte

### Planung und Entwicklung

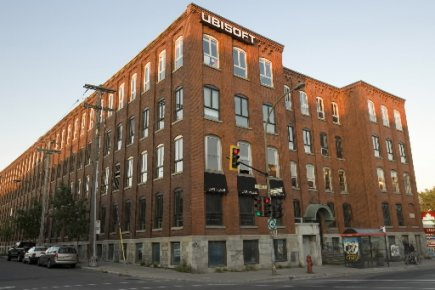
Ubisoft Montreal leitete die Entwicklung des Spiels.

Nach dem kommerziellen Erfolg von Far Cry 3, das zu den meistverkauften Titeln des Jahres 2012 zählte, plante Ubisoft die Produktion eines Nachfolgers. Die Arbeit an diesem begann Anfang 2013, kurz nach der Veröffentlichung des Vorgängers. Wie bei Far Cry 3 wurde die Entwicklung von Ubisoft Montreal geleitet. Unterstützt wurde das kanadische Studio dabei von Ubisoft Shanghai, das einige Missionen und die Tierwelt programmierte. Ubisoft Toronto zeichnete vor allem für die Shangri-La-Sektionen verantwortlich. Die Mehrspieler-Komponenten wurden von Red Storm Entertainment und Ubisoft Massive entwickelt. Das Ubisoft-Studio in Kiew portierte die von den anderen Studios erstellten Konsolenversionen für Windows.

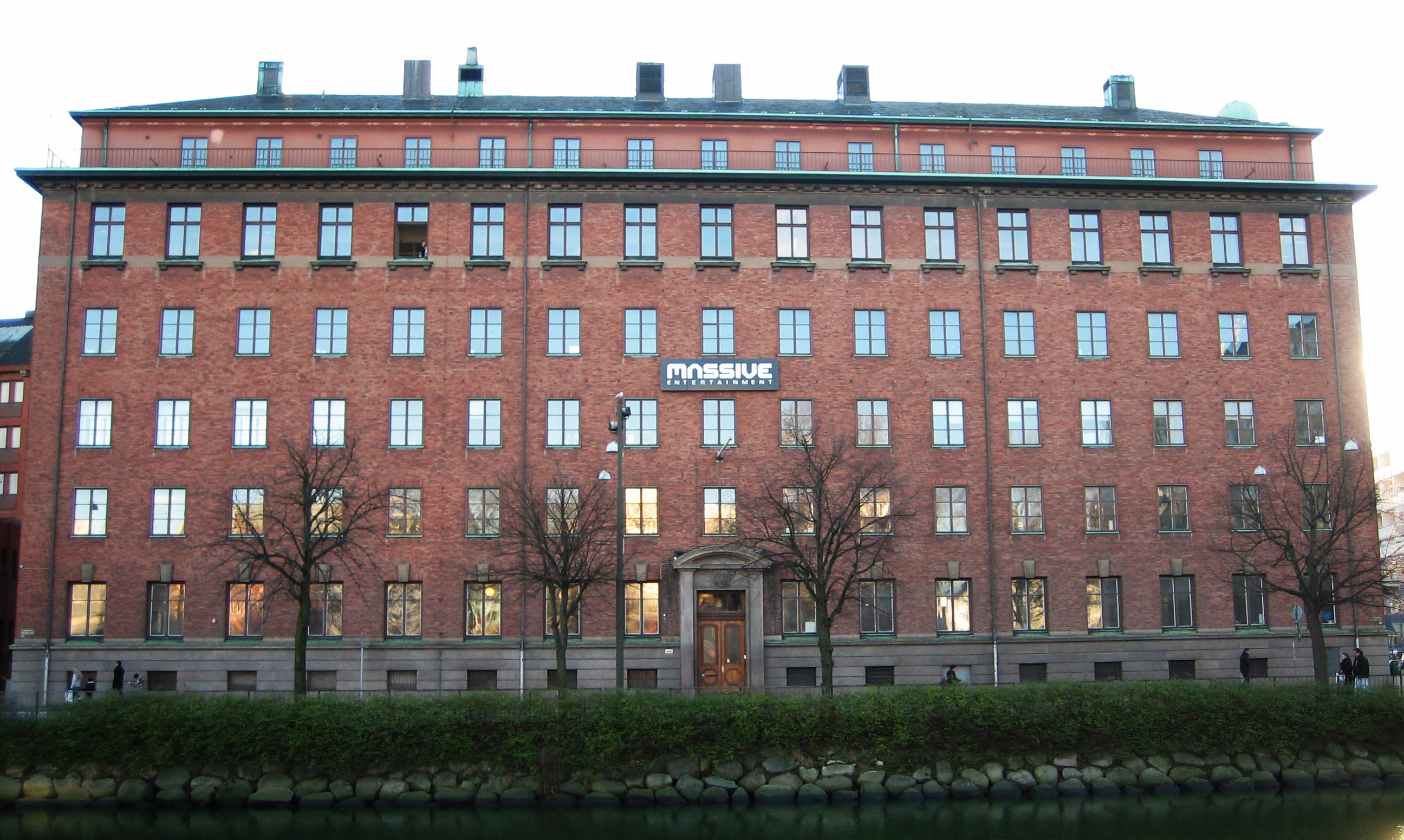
Ubisoft Massive wirkte bei der Entwicklung des Mehrspieler-Modus mit.

Als leitende Entwickler fungierten Alex Hutchinson, der zuvor bei Assassin’s Creed III als Entwicklungsleiter tätig war, und Patrik Méthé, der an der Entwicklung von Far Cry 3 mitwirkte. Die Handlung wurde von Lucien Soulban, der an Tom Clancy's Rainbow Six: Vegas und Far Cry 3: Blood Dragon beteiligt war’ verfasst. Produzent war wie beim Vorgänger Dan Hay.
Die Planung des Spiels begann nach der Veröffentlichung von Assassin’s Creed III. Anfänglich erwog das Entwicklerteam, mit dem neuen Spiel an die Handlung von Far Cry 3 anzuknüpfen. Der Nachfolger würde ebenfalls auf Rook Island, dem Schauplatz von Far Cry 3, spielen und dessen Hauptfiguren übernehmen. Nach wenigen Tagen verwarfen sie die Idee aber wieder. Laut Hutchinson wollten sie ein neues Spiel kreieren, das sich eigenständig spielt und allenfalls Anspielungen auf frühere Titel enthält. Deswegen übernahmen sie auch eine Nebenfigur aus Far Cry 3, den CIA-Agenten Willis. Im Übrigen wurden für Far Cry 4 neue Charaktere gestaltet. Besonders intensiv befassten sich die Entwickler mit der Gestaltung des Gegenspielers Pagan Min. Frühe Konzepte ähnelten einem Punk-Rocker oder dem libyschen Diktator Muammar al-Gaddafi, diese Pläne empfanden die Macher aber nicht als originell genug. Später entwarfen sie einen sadistischen und narzisstischen chinesischen Drogenboss. Mins rosafarbenen Anzug wählten sie in Anlehnung an die Hauptfigur des japanischen Films Ichi the Killer.

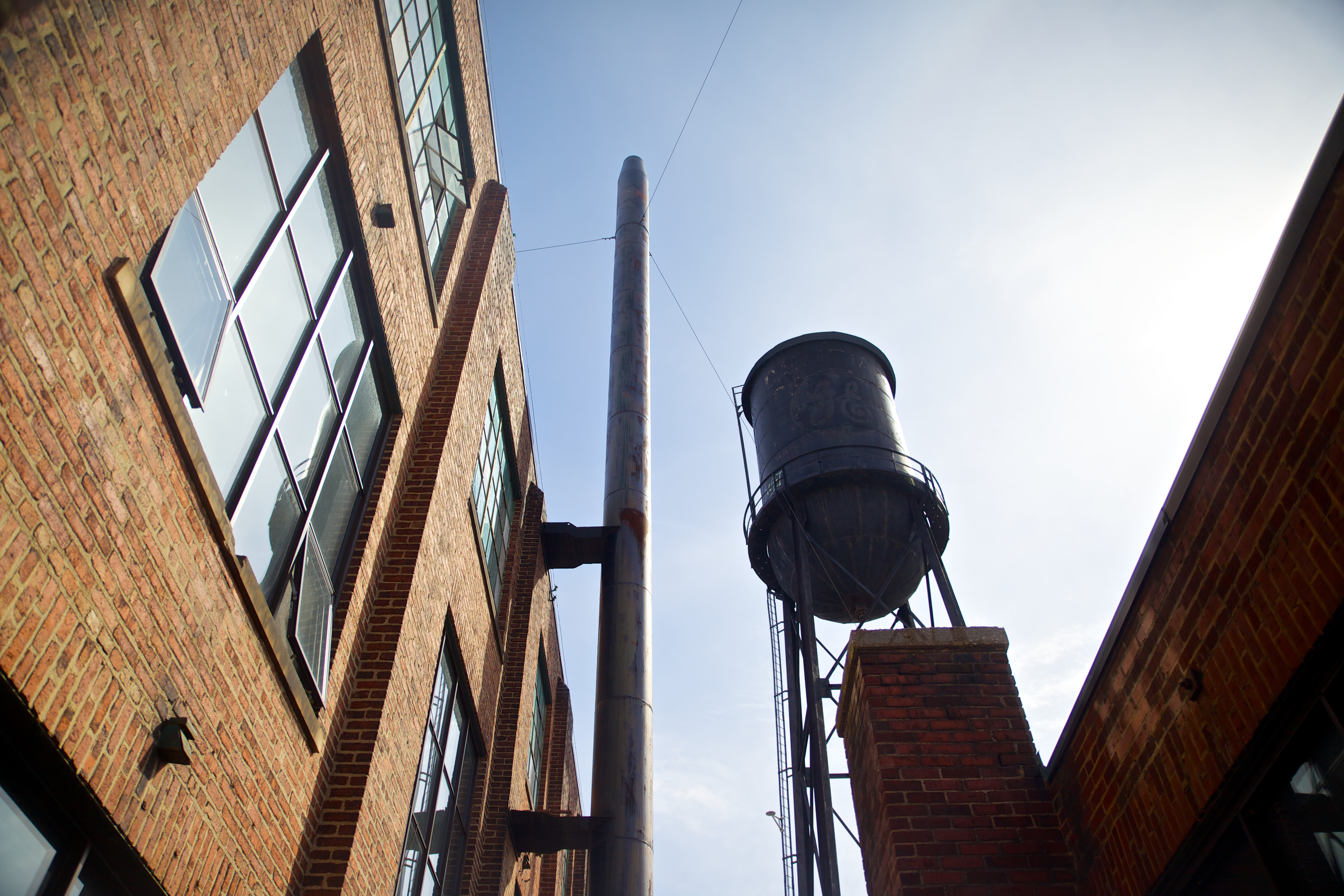
Ubisoft Toronto entwickelte die Abschnitte, die in Shangri-La spielen.

Die Spielmechaniken wollten die Entwickler im Wesentlichen vom Vorgänger übernehmen und weiterentwickeln. Hay brachte dazu mehrere Ideen in den Planungsprozess ein, die später umgesetzt wurden, etwa die Möglichkeiten, Elefanten zu reiten, Festungen als besonders schwer bewachte Orte anzugreifen und in einer exotischen Berglandschaft mit aggressiver Tierwelt zu spielen. Im Übrigen sollte die frei erkundbare Spielwelt als eines der Kernelemente des Spiels lebhafter und vielfältiger wirken, als sie es im Vorgänger tat. Sie sollte ebenfalls mehr Aufträge bieten, die in einem Zusammenhang mit dem Haupthandlungsstrang stehen. Soulban legte bei der Gestaltung der Handlung Wert darauf, die Spielelemente, auf die der Spieler in der Spielwelt trifft, möglichst gut in die Handlung einzubinden. Damit sollte der am Vorgänger häufiger geäußerte Kritikpunkt, dass die Erzählung und die Handlungen des Spielers nicht ausreichend miteinander harmonieren, behoben werden.
Deutlich gegenüber Far Cry 3 erweitern wollten die Entwickler den Mehrspieler-Part des Spiels. Yves Guillemot, CEO von Ubisoft, sah in einer solchen Komponente die Möglichkeit, das Spiel langfristig attraktiv zu halten, um zusätzliche Einnahmen durch den Verkauf von Erweiterungen zum Spiel zu erzielen. Daher war bereits bei Entwicklungsbeginn die Gestaltung des Mehrspieler-Modus ein wesentliches Element. Eine Schlüsselrolle der Mehrspieler-Komponente sollte der kooperative Modus, bei dem die Spieler gemeinsam in der Spielwelt gegen die Königliche Armee kämpfen, einnehmen. Ein solcher Modus war bereits für Far Cry 3 geplant und auch teilweise umgesetzt worden, er wurde aber mangels ausreichender Zeit zur Erprobung aus dem fertigen Produkt gestrichen.
Bei der Gestaltung der Spielwelt orientierten sich die Entwickler insbesondere an Nepal und Tibet. Nachdem sie sich entschieden hatten, diese Region im neuen Spiel zu behandeln, reisten einige Entwickler nach Nepal, um die Region zu erkunden und möglichst glaubwürdig darzustellen. Das Studio diskutierte auch darüber, den Nepalesischen Bürgerkrieg zum Thema des Spiels zu machen. Sie entschieden sich aber dagegen und beschrieben stattdessen die Geschichte eines fiktiven Staats, da die Darstellung eines realen Ereignisses das Erzählen einer unterhaltsamen und glaubwürdigen Handlung erschwert hätte. Außerdem seien die Spielmechaniken dafür nicht ausgelegt. Schließlich wollten sie vermeiden, dass das Spiel zu ernst und schwermütig wirke.
Große Uneinigkeit bestand während der Entwicklung unter den Studios, wie die Spielsektion Shangri-La aufzubauen sei. Der Zweck der Shangri-La-Sequenzen war, den Ort Kyrat durch die Ausarbeitung einer eigenen Mythologie zu einem glaubwürdigeren Schauplatz zu machen. Anfänglich war geplant, diese Gegend wie Kyrat als frei begehbare Spielwelt zu konzipieren. Später verwarfen die Entwickler diese Idee, nicht zuletzt aus Zeitnot, und konstruierten eine lineare Spielumgebung. Diese sollte sich visuell deutlich von Kyrat abgrenzen und wie eine alte, naturbelassene Welt wirken. Große Bedeutung maßen die Entwickler der Farbgebung von Shangri-La bei. Diese Spielwelt setzt sich im Wesentlichen aus den fünf Farben Rot, Gold, Orange, Weiß und Blau zusammen, von denen jede Farbe eine eigene Bedeutung besitzt. Gold, was als Hintergrundfarbe dient, sollte den Reichtum und die Wärme dieses Paradieses vermitteln. Rot, das vornehmlich bei der Vegetation und den Gewässern Einsatz fand, sollte dem Ort etwas Mythisches verleihen. Orange wurde verwendet, um wichtige Spielelemente, mit denen der Spieler interagieren soll, zu kennzeichnen. Weiß, das beispielsweise bei Flaggen, Kerzen und Tieren genutzt wurde, sollte das Gute symbolisieren. Blaue Farben dienten als Hinweis auf Gefahren und kommen dementsprechend oft bei Kämpfen vor.
Für die Entwicklung arbeitete Ubisoft mit dem US-amerikanischen Chiphersteller Nvidia zusammen. Infolgedessen wurde das Spiel für moderne Technologien des Unternehmens, etwa temporäres Aliasing, HBAO+ optimiert und nutzt Nvidias Physik-Engine PhysX. Wie seine beiden Vorgänger nutzt Far Cry 4 die Dunia-Engine. Diese wurde weiterentwickelt, um die Leistung moderner Hardware auszunutzen. Allerdings war diese Weiterentwicklung durch den Plan, das Spiel auch für die älteren Konsolen PlayStation 3 (Markteinführung 2006) und Xbox 360 (Markteinführung 2005) zu veröffentlichen, begrenzt, was der leitende Programmierer Stephen McAuley in einem Rückblick kritisch sah.
Am 15. Mai 2014 nannte Ubisoft als voraussichtliches Veröffentlichungsdatum den 18. November des gleichen Jahres. Der Öffentlichkeit wurde der sich in Entwicklung befindende Titel auf der Spielemesse Electronic Entertainment Expo im Juni 2014 in Los Angeles vorgestellt. Dort präsentierte Ubisoft das Einführungsvideo und eine kurze Spielsequenz, in der ein Außenposten erobert wird. Eine weitere Vorstellung folgte auf der Gamescom Anfang August in Köln, in der eine Nebenmission und eine Shangri-La-Sektion angespielt werden konnten.
Ende des Monats schaltete Ubisoft eine Webseite zum Spiel frei. Am 30. Oktober 2014 war das Spiel fertiggestellt, sodass es für die Veröffentlichung bereit war.

### Ton und Synchronisation
Die Spielmusik wurde von Cliff Martinez, der unter anderem für die Musik des Filmes Drive verantwortlich zeichnete, komponiert. Ab dem 4. November konnte sie via Internet erworben werden. Eine Veröffentlichung auf CD folgte am 2. Dezember in Nordamerika und am 9. Dezember in Europa. Im Januar 2016 erschien die Musik auch auf Schallplatte.
Die folgende Tabelle gibt einen Überblick über die Englischen und Deutschen Sprecher der Hauptrollen und deren Funktion im Spiel.
| Figur                  | Englischer Sprecher | Deutscher Sprecher | Rolle im Spiel                     |
| ---------------------- | ------------------- | ------------------ | ---------------------------------- |
| Ajay Ghale             | James A. Woods      | Kim Hasper         | Protagonist                        |
| Pagan Min              | Troy Baker          | Torsten Michaelis  | König von Kyrat, Antagonist        |
| Amita                  | Janina Gavankar     | Tanya Kahana       | Anführerin des Goldenen Pfads      |
| Willis Huntley         | Alain Goulem        | Udo Schenk         | CIA-Agent                          |
| Noore Najjar           | Mylène Dinh-Robic   | Maria Koschny      | Vizekönigin von Kyrat              |
| Paul „De Pleur“ Harmon | Travis Willingham   | Erich Räuker       | Gouverneur                         |
| Sabal                  | Naveen Andrews      | Tayfun Bademsoy    | Anführer des Goldenen Pfads        |
| Yuma Lau               | Gwendoline Yeo      |                    | Kommandantin der Königlichen Armee |
| Longinus               | Emerson Brooks      | Michael Ojake      | Söldner und Waffenschmuggler       |
| Hurk Drubman Jr.       | Dylan Taylor        | Christoph Banken   | Söldner                            |

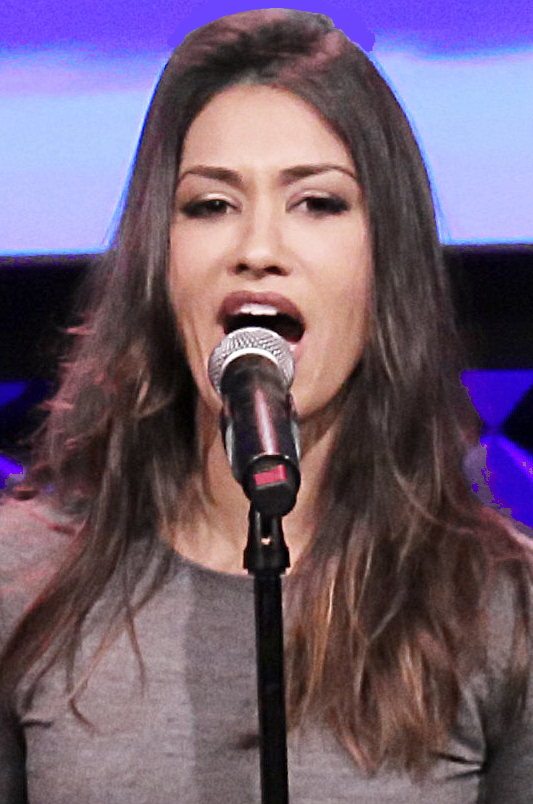
Janina Gavankar
(Amita)

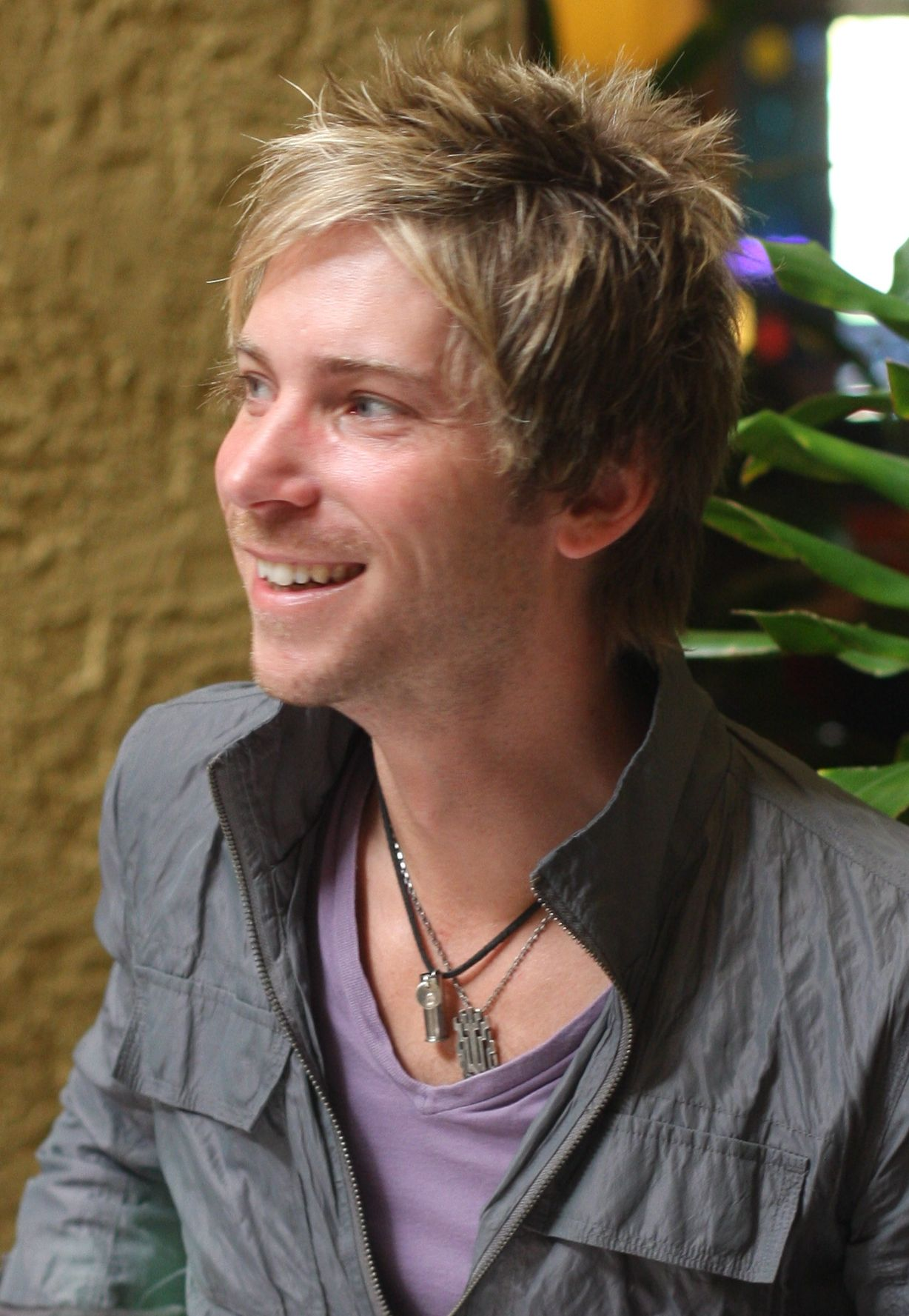
Troy Baker
(Pagan Min)

Die deutsche Synchronisation wurde von der Firma Mouse Power produziert. Ajay Ghale wird von Kim Hasper gesprochen. Torsten Michaelis vertonte die Rolle von Pagan Min.

## Veröffentlichung
Far Cry 4 erschien weltweit am 18. November 2014 für die Konsolen PlayStation 3, PlayStation 4, Xbox 360, Xbox One sowie für Windows. Das Spiel wurde an die von Ubisoft betriebene Vertriebsplattform Uplay gekoppelt, sodass Kunden das Spiel mit einem Uplay-Konto verknüpfen mussten, wodurch ein Weiterverkauf des Spiels nicht möglich ist. Neben der Standard-Ausführung, die nur das Spiel selbst enthält, veröffentlichte Ubisoft Far Cry 4 zusätzlich in zwei verschiedenen Sammlerausführungen mit jeweils unterschiedlichen Zusatzinhalten. Die Limited Edition enthält neben dem Spiel eine Erweiterung mit Namen Hurk’s Redemption, die dem Spiel zusätzliche Waffen und Missionen hinzufügte. Diese Fassung stand zunächst allein Vorbestellern zur Verfügung. Die Kyrat Edition umfasst neben dem Spiel eine Statue von Pagan Min, eine Karte von Kyrat, ein Werbeplakat, ein Spielhandbuch und eine Sammelbox sowie ebenfalls die Erweiterung Hurk’s Redemption. Diese Erweiterung wurde von den Ubisoft-Studios in Shanghai und Toronto entwickelt. Daneben bot Ubisoft einen Season Pass an, mit dem sich Spieler verbilligten Zugriff auf spätere Erweiterungen sichern konnten.
Nach der Veröffentlichung des Spiels klagten viele Spieler über schwerwiegende Programmfehler, etwa Abstürze, fehlerhafte Speicherstände, zu niedrige Frameraten, Inkompatibilitäten mit Peripheriegeräten und fehlerhafte Animationen. Bereits am Veröffentlichungstag erschien ein Patch, der viele Fehler behob. Weitere Patches, die diese Fehler weitgehend behoben, folgten in den nächsten Monaten.
Ebenfalls für Unmut bei Spielern sorgte, dass Ubisoft Ende Januar 2015 einige Produktcodes, die zur Installation des Spiels notwendig sind, nachträglich sperrte. Dabei entfernte Ubisoft das Spiel aus der Uplay-Bibliothek der betroffenen Spieler. Damit konnten sie nicht mehr auf das Produkt zugreifen. Das Unternehmen begründete sein Vorgehen damit, dass diese Codes auf illegale Weise, etwa mithilfe gefälschter Kreditkarten, erworben wurden und verwies die Betroffenen an ihre Verkäufer. Wenige Tage später, am 2. Februar, gab Ubisoft bekannt, die Codes der Spieler, die Far Cry 4 erfolgreich installiert hatten, wieder zu aktivieren.
Am 13. Januar 2015 erschien unter dem Titel Escape from the Durgesh Prison eine Erweiterung für Far Cry 4. Sie enthält neue Missionen, die sowohl einzeln als auch mit einem Mitspieler gespielt werden können. Am 27. Januar erschien die bislang Vorbestellern vorenthaltene Erweiterung Hurk’s Redemption im Handel. Am 10. Februar 2015 erschien die dritte Erweiterung, Overrun, für die Konsolenversionen. Für Windows erschien sie am 12. Februar. Overrun fügte dem Spiel einen neuen Mehrspieler-Modus, neue Karten und ein neues Gefährt hinzu. Am 10. März erschien die Erweiterung Valley of the Yetis in Nordamerika, die das Spiel um eine neue kleine Kampagne erweiterte, die allein oder mit einem Mitspieler gespielt werden kann. Auf dem europäischen Markt erschien die Erweiterung einen Tag später.
Am 18. Juni 2015 erschien die Far Cry 4 Complete Edition, die das Spiel gemeinsam mit allen Erweiterungen enthält.

## Rezeption

### Vorberichterstattung
Aufmerksamkeit erfuhr eine der ersten Grafiken des Spiels, eine Version des Covers von Far Cry 4. Sie zeigte einen blonden Mann in einem pinkfarbenen Anzug, der auf einem Thron sitzt und seine Hand auf den Kopf eines dunkelhäutigen Mannes legt. Einige Beobachter äußerten Bedenken, dies sei eine rassistische und schwulenfeindliche Darstellung. Brendan Sinclair warf Ubisoft vor, dass es mit dem Thema Rassismus durch die Abbildung leichtfertig umginge. Projektleiter Hutchinson dementierte eine solche Darstellung und kritisierte die Anschuldigungen als übereilt und unzutreffend.
Ein Trailer des Spiels erhielt Kritik aus Nepal. Dort sprachen sich über 1300 Personen dagegen aus, dass die Figuren im Trailer Hindi anstelle von Nepali gesprochen haben, obwohl Kyrat in Anlehnung an Nepal gestaltet wurde.
Bei den Messevorstellungen wurde Far Cry 4 vom Publikum gelobt. Die Webseite Digital Spy zeichnete das Spiel als besten Shooter der E3 aus. Das Online-Magazin IGN prämierte das Spiel als einen der besten Titel der Gamescom. Andreas Link von der Zeitschrift PC Games Hardware sah in dem Spiel viel Potential, um den Vorgänger zu übertreffen. Die Grafik sei von herausragender Qualität und überzeuge beispielsweise mit hoch aufgelösten Texturen, aufwendigem Parallax Mapping und der realistischen Darstellung von Fellen. Die spielerischen Neuerungen seien ebenfalls vielversprechend.

### Rezensionen
Far Cry 4 wurde von der Fachpresse wie der Vorgänger überwiegend positiv beurteilt. Die Online-Datenbank Metacritic, die Testberichte sammelt und auswertet, berechnete für die verschiedenen Fassungen des Spiels zwischen 80 und 85 von 100 Punkten. Damit fielen die Wertungen für Far Cry 4 leicht schwächer aus als die des Vorgängers.
Positive Rückmeldung erhielt insbesondere die Spielwelt. Carl Brännström schrieb in einem Test für das Magazin Gamereactor, dass Kyrat ein überdurchschnittlich gelungener Spielort sei. Die detaillierte und abwechslungsreiche Levelgestaltung erlauben dem Spieler zahlreiche Vorgehensweisen bei der Verfolgung seiner Ziele. Petra Schmitz von der Zeitschrift GameStar lobte, dass die Spielwelt mit vielen unterschiedlich gestalteten Gebieten aufwarte. Ubisoft Montreal habe außerdem mit dem Himalaya einen bislang in Spielen selten gesehenen Schauplatz gewählt.
Als weitgehend gelungen bewerteten die meisten Magazine auch die Handlung von Far Cry 4. Mitch Dyer von IGN lobte die Ausgestaltung des im Spielverlauf wachsenden Konflikts zwischen Amita und Sabal. Die Möglichkeit, einen von beiden zu unterstützen, lasse ihn den Verlauf der Kampagne beeinflussen. Weniger überzeugend seien die übrigen Figuren. Während der gut gespielte Min zu selten in Erscheinung trete, seien seine Offiziere nicht ausreichend in die Handlung integriert. Josh Harmon von Electronic Gaming Monthly lobte dagegen, dass die Nebenfiguren stärker in die Handlung einbezogen sein, als es in Far Cry 3 der Fall war. Edwin Evans-Thirlwell von GamesRadar bemängelte jedoch, dass der Streit zwischen den Anführern des Goldenen Pfads zu oberflächlich behandelt werde. Er hätte sich auf den Spielverlauf deutlich stärker auswirken können, als nur die Ziele in einzelnen Missionen zu beeinflussen. Darüber hinaus sei der Charakter der Hauptfigur durchgängig zu blass und unauffällig gezeichnet.
Nick Cowen von der britischen Zeitung The Guardian bezeichnete die große spielerische Freiheit als entscheidende Stärke von Far Cry 4. Er begrüßte, dass die Erzählung dem Spieler viel Freiraum lässt, indem diesem oftmals verschiedene Entscheidungsmöglichkeiten angeboten werden, die die Handlung in unterschiedliche Richtungen führen. Dieses alle Far-Cry-Spiele kennzeichnende Merkmal sei laut Carsten Görig von der Zeitschrift Spiegel im vierten Teil der Serie gegenüber seinen Vorgängern noch weiter ausgebaut worden. Steve Tilley von der kanadischen Zeitung Toronto Sun bemerkte allerdings, dass Far Cry 4 trotz seiner Neuerungen an vielen Stellen große Parallelen zu seinem direkten Vorgänger aufweise. Dies falle aber wegen des durchweg unterhaltsamen Spielablaufs nicht unangenehm auf. Überzeugend sei auch das große Aufgebot an Aufträgen, das für den Spieler bereitgehalten werde, auch wenn die vielen Nebenmissionen vom Haupthandlungsstrang ablenken. Benjamin Schmädig vom deutschen Online-Magazin 4Players sah in der Fülle an Spielinhalten dagegen ein Makel des Titels. Das Spielgebiet verliere durch belanglose Nebenaufträge und Minispiele, etwa den Rennen oder den Kämpfen in der Arena, erheblich an Realismus. Ebenso wenig fügen sich Hilfsmittel wie die Markierung von Gegnern oder der Autopilot der Fahrzeuge in die Spielwelt ein. Unangenehm falle ferner die enorm aggressive Tierwelt auf, die den Spieler beinahe dauerhaft angreife. Sparky Clarkson von Gamecritics sah in der Menge an wenig zueinander passenden Inhalten den Versuch, Schwächen und mangelnde Innovation beim Spieldesign wettzumachen. Andy Kelly vom englischsprachigen Fachmagazin PC Gamer kritisierte den Ablauf einiger Missionen. Der Spieler erhalte oft enge Vorgaben, unter denen er seinen Einsatz absolvieren muss. Dies füge sich nicht gut in die ansonsten große spielerische Freiheit, die Far Cry 4 bietet, ein. Graham Smith vom Online-Magazin Rock, Paper, Shotgun bezeichnete die Kampagnenmissionen allerdings als größte Schwäche des Titels, da ihre Linearität im Spiel wie ein Fremdkörper wirke.
Dyer lobte, dass die Kämpfe anspruchsvoller als im Vorgänger geworden seien. Dies sei insbesondere bei Angriffen auf Außenposten erkennbar. Hierdurch werde der Spieler gefordert, die vielfältigen Herangehensweisen, die das Spiel für Kampfsituationen bereithält, effektiv zu nutzen. Matti Sandqvist von PC Games kritisierte allerdings, dass die Hauptmissionen stellenweise zu schwer seien und über zu wenige Speicherpunkte verfügen. Laut Brännström überzeuge die künstliche Intelligenz, die die Computergegner steuert, durch unvorhersehbare Handlungen. Dies komme auch bei der Tierwelt, die durch zufällige Angriffe spannende Spielsequenzen biete, gut zur Geltung. Alexander Bohn-Elias vom Online-Magazin Eurogamer lobte, dass das Spiel optisch einen hervorragenden Eindruck mache und insbesondere über gute Beleuchtungseffekte verfüge. Zu ungenau sei allerdings die Steuerung der Figur mit einem Gamepad.
Der Mehrspieler-Modus erhielt durchwachsene Kritiken. Chris Carter von Destructoid bezeichnete ihn als weder nützlich noch störend. Er biete nichts Neues und sei im Vergleich zur Konkurrenz unterdurchschnittlich. Dyer sah den Modus dagegen positiv, da er wie der Einzelspieler-Modus eine große spielerische Freiheit biete. Cowen bewertete die Mehrspieler-Komponente ebenfalls als gute Ergänzung, auch wenn der Schwerpunkt des Spiels der wesentlich umfang- und abwechslungsreichere Einzelspieler-Part sei.

### Auszeichnungen
Für die elfte Verleihung der Games Awards der British Academy of Film and Television Arts wurde Far Cry 4 in fünf Kategorien nominiert, von denen es eine, die beste Spielmusik, gewinnen konnte. Bei der zweiten Verleihung der SXSW Gaming Awards wurde das Spiel in drei Kategorien nominiert; es gewann den Titel des optisch herausragendsten Spiels. Das Magazin IGN und die Jury der Game Awards zeichneten das Spiel als besten Shooter des Jahres 2014 aus. Bei den von der Academy of Interactive Arts & Sciences verliehenen DICE Awards wurde das Spiel in insgesamt sieben Kategorien nominiert. Auf der Game Developers Conference wurde Far Cry 4 als das Spiel mit der besten Technik nominiert, verlor diese Kategorie aber an Destiny. Die Gemeinschaft der Motion Picture Sound Editors nominierte das Spiel für seine Filmtechnik. Diesen Titel gewann allerdings League of Legends: A New Dawn.
| Preisverleihung               | Kategorie                                             | Resultat  | Datum            |
| ----------------------------- | ----------------------------------------------------- | --------- | ---------------- |
| The Game Awards               | Bester Shooter                                        | Gewonnen  | 5. Dezember 2014 |
| SXSW Gaming Awards            | Excellence in Visual Achievement                      | Gewonnen  | 14. März 2015    |
| BAFTA Game Awards             | Artistic Achievement                                  | Nominiert | 12. März 2015    |
| BAFTA Game Awards             | Game Design                                           | Nominiert | 12. März 2015    |
| BAFTA Game Awards             | Music                                                 | Gewonnen  | 12. März 2015    |
| BAFTA Game Awards             | Performer                                             | Nominiert | 12. März 2015    |
| BAFTA Game Awards             | Story                                                 | Nominiert | 12. März 2015    |
| Game Developers Choice Awards | Best Technology                                       | Nominiert | 4. März 2015     |
| Golden Reel Award             | Game Cinematics                                       | Nominiert | 4. März 2015     |
| IGN’s Best Games by Genre     | Best Shooter                                          | Gewonnen  | 2015             |
| DICE Awards                   | Action Game of the Year                               | Nominiert | 5. Februar 2015  |
| DICE Awards                   | Game of the Year                                      | Nominiert | 5. Februar 2015  |
| DICE Awards                   | Outstanding Achievement in Game Design                | Nominiert | 5. Februar 2015  |
| DICE Awards                   | Outstanding Technical Achievement                     | Nominiert | 5. Februar 2015  |
| DICE Awards                   | Outstanding Achievement in Character                  | Nominiert | 5. Februar 2015  |
| DICE Awards                   | Outstanding Achievement in Original Music Composition | Nominiert | 5. Februar 2015  |
| DICE Awards                   | Outstanding Achievement in Sound Design               | Nominiert | 5. Februar 2015  |

### Verkaufszahlen
Far Cry 4 erzielte den besten Verkaufsstart aller Far-Cry-Titel. In der ersten Verkaufswoche wurden laut einer Erhebung der Webseite VG Chartz weltweit 1,8 Millionen Einheiten des Spiels verkauft. Die meisten Verkäufe entfielen dabei auf die PlayStation-4-Fassung, von der 1,02 Millionen vertrieben wurden. Es folgten die Xbox-One-Fassung mit 327.525 Verkäufen, die PlayStation-3-Version mit 191.358 Verkäufen und die Xbox-360-Fassung mit 138.266 Verkäufen. Schlusslicht stellte die Windows-Version mit 126.514 abgesetzten Kopien dar. Bis Ende 2014 rechnete Ubisoft mit über sechs Millionen verkauften Kopien des Spiels. Diese Erwartung wurde mit über sieben Millionen abgesetzten Kopien von Far Cry 4 im letzten Quartal des Jahres 2014 übertroffen.
Laut einer Erhebung der Gesellschaft für Konsumforschung war Far Cry 4 in Großbritannien plattformübergreifend das zweiterfolgreichste Spiel des Jahres hinter Grand Theft Auto V. Auf dem US-amerikanischen Markt belegte das Spiel laut Daten der NPD Group für den Monat November plattformübergreifend den sechsten Platz. Am erfolgreichsten schnitt dabei die PlayStation-4-Fassung ab, während von der Windows-Version am wenigsten Kopien abgesetzt wurden. Im Dezember 2014 und im Januar 2015 hielt sich das Spiel dort auf dem siebten Rang.

## Nachfolger
Nach der Veröffentlichung von Far Cry 4 begannen die verantwortlichen Studios mit der Arbeit an einem neuen Titel der Serie. Anfang Oktober 2015 kündigte Ubisoft diesen unter dem Namen Far Cry Primal an. Als Szenario gab das Unternehmen die Steinzeit an. Am 23. Februar 2016 erschien das Spiel für Xbox One und PlayStation 4. Eine Windows-Umsetzung folgte am 1. März.
Der Spieler übernimmt die Rolle von Takkar, einem Angehörigen des Wenja-Stammes, der versucht, ein neues Lager für seinen Stamm zu errichten. Die Spielmechaniken von Primal bauen auf denen seines Vorgängers auf. Schusswaffen, Fahrzeuge und übrige Elemente, die in der Steinzeit noch nicht erfunden waren, wurden aber entfernt. Stärker in den Vordergrund ist der Überlebenskampf in der Natur gerückt. So muss der Spieler unter anderem Nahrung sammeln und sich vor Kälte schützen.